# Тульчинська вулиця (Київ)
Тульчи́нська ву́лиця — вулиця на межі Оболонського і Подільського районів міста Києва, місцевість Куренівка. Пролягає від Кирилівської вулиці до вулиці Гулаків-Артемовських.
Прилучається Новокостянтинівська вулиця.

## Історія
Вулиця виникла у 2-й половині XIX століття (найімовірніше ще у 1860-х роках) під паралельними назвами (2-й) Дмитрівський провулок та Канівський провулок (на картах фігурує друга назва). На деяких картосхемах зазначена як Безіменний провулок (1911, 1914, 1918) і Нова вулиця (1935). Сучасна назва — з 1955 року, на честь міста Тульчин.

## Установи
- Загальноосвітня спеціалізована школа № 118 «Всесвіт» з поглибленим вивченням європейських мов (буд. № 5)